# Ievheniia Tovstohan
Ievheniia Tovstohan (n. 3 aprilie 1964, Iaroslavl, RSFS Rusă, URSS) este o handbalistă ce a reprezentat Uniunea Republicilor Sovietice Socialiste, medaliată olimpică. A participat la o ediție a Jocurilor Olimpice (1988) în care a câștigat o medalie de bronz.